# Chicago Savings Bank Building
Le Chicago Savings Bank Building (ou simplement Chicago Building) est un bâtiment de la ville de Chicago situé au 7 West Madison Street, dans le secteur du Loop. Il a été construit entre 1904 et 1905 et a été conçu par les architectes William Holabird et Martin Roche du cabinet Holabird & Roche.
À proximité immédiate se trouvent le Carson, Pirie, Scott and Company Building (1899) situé juste en face et le Reliance Building (1895) plus au nord, deux bâtiments emblématiques de l'École de Chicago. Le Chicago Theatre (1921), une salle de spectacle historique, se trouve non loin de là.
Le Chicago Savings Bank Building est considéré comme un exemple précoce et très visible de l'École de Chicago. Il existe d'autres édifices notables datant de l'apogée de l'École de Chicago à quelques rues du bâtiment, mais ces derniers ont perdu des morceaux ou des sections entières de certains de leurs éléments architecturaux d'origine au cours des années écoulées, avant d'être restaurés après d'importants travaux de rénovations.
En raison de l'aspect « négligé » de sa façade et de la conservation de son état d'origine, le Chicago Building est vraiment unique en son genre.

## Histoire
Au début des années 1900, l'angle de State Street et Madison Street fut présenté par les promoteurs immobiliers et les politiciens de Chicago comme le carrefour le plus fréquenté du monde. Rempli de véhicules hippomobiles et de chariots, de centaines de milliers de piétons et, plus tard, d'automobiles, le carrefour fut particulièrement bondé durant cette période. Le bâtiment fut érigé à l'angle sud-ouest de State Street et Madison Street, avec une visibilité accrue par un décalage dans l'alignement de State Street.
À l'instar du Carson, Pirie, Scott and Company Building (par l'architecte Louis Sullivan), du Reliance Building (par les architectes Charles B. Atwood et John Wellborn Root) et de l'ancien magasin Mandel Brothers, le Chicago Savings Bank Building constitua un élément essentiel parmi les structures historiques de l'École de Chicago construites dans le secteur à la même période.
En 1904, les architectes William Holabird et Martin Roche mirent au point une formule permettant de construire efficacement et rapidement une structure de grande taille tout en la gardant légère et lumineuse.
Les premiers articles de presse et les premières illustrations publiées montrèrent un bâtiment recouvert de briques vernissées blanches et de terre cuite, ce qui, à l'époque, aurait été en raccord avec les grands magasins qui s'élevèrent le long de l'artère commerciale de State Street. Cependant, les concepteurs et le constructeur (successeur de Samuel Shackford Otis) décidèrent d'opter pour le thème du brun foncé (proche de la couleur chocolat) qui fut également utilisé pour la construction du Marquette Building (par Holabird & Roche), situé à quelques pâtés de maisons de là, ou encore le Monadnock Building (par Daniel Burnham et John Wellborn Root).
Après l'achèvement du bâtiment, la Chicago Savings Bank, temporairement hébergée pendant la construction dans le Merchant's Loan & Trust Building (démoli en 1931) situé à l'intersection de Adams Street et Clark Street, occupa les étages inférieurs du bâtiment, tandis que la plupart des étages supérieurs abritèrent principalement des cabinets médicaux. Lorsque la banque quitta ses bureaux en 1913, une douzaine de dentistes et une trentaine de médecins s'installèrent dans le bâtiment. Dans la période qui suivit, des architectes comptèrent également parmi les locataires, dont le cabinet Lebenbaum & Marx. Dans les années 1950, le fabricant de distributeurs automatiques Lunch Box, Inc. emménagea. Plus tard, le Chicago Board of Education (une branche du gouvernement de Chicago) reprit le bâtiment.

## Architecture
Les caractéristiques de l'immeuble reflètent le style architectural typique de Chicago à travers l'utilisation des grandes fenêtres arquées, la construction à ossature métallique, les baies distinctes et l'utilisation de terre cuite pour la façade. La combinaison entre la forme des baies vitrées côté nord et la forme rectangulaire des fenêtres côté Est avec des ouvertures à guillotine est représentatif des deux types de fenêtres fréquemment utilisés par les architectes de l'École de Chicago.
Au niveau du 3e étage de l'immeuble, l'angle contient la pierre angulaire de Chicago. Le bâtiment est positionné sur le point 0 de la ville, autrement dit, il est l'emplacement à partir duquel toutes les adresses à Chicago commencent.
Le Chicago Savings Bank Building a été inscrit sur le Registre national des lieux historiques (National Register of Historic Places ; NRHP) le 5 septembre 1975 par le National Park Service (NPS) et a été ajouté à la liste des Chicago Landmarks (CL) le 26 mars 1996 par les membres de la Commission on Chicago Landmarks (CCL) de la ville de Chicago. Dès lors, le bâtiment bénéficie officiellement d'une protection au titre des monuments patrimoniaux et historiques à la fois au niveau fédéral et municipal. En 1997, il a été converti en appartements pour accueillir les étudiants de l'École de l'Art Institute of Chicago, une des écoles d'art les plus importantes des États-Unis, associée au musée du même nom.